# Monofluoruro de cloro
El monofluoruro de cloro o clorofluoruro es un compuesto químico. Su fórmula química es ClF. Tiene iones de cloro y de flúor. El cloro se encuentra en su estado de oxidación +1.

## Obtención y preparación
El clorofluoruro se puede producir calentando una mezcla de cloro y flúor elementales a 250 °C en presencia de virutas de cobre:
{\displaystyle \mathrm {Cl_{2}+F_{2}\longrightarrow 2\ ClF} }
También es posible su obtención por reacción del clorotrifluoruro con cloro elemental:
{\displaystyle \mathrm {ClF_{3}+Cl_{2}\longrightarrow 3\ ClF} }

## Propiedades
El monofluoruro de cloro es un gas incoloro. Se puede enfriar a un líquido de color amarillo pálido a bajas temperaturas. Muchas de sus propiedades son intermedias a las del cloro y del flúor. Reacciona con agua, metales y muchos compuestos orgánicos. Ataca al vidrio con la formación de óxidos de cloro explosivos. El clorofluoruro se puede usar como reactivo de fluoración de concentración media con el tungsteno para producir hexafluoruro de tungsteno y con el selenio para producir tetrafluoruro de selenio: 
{\displaystyle \mathrm {W+6\ ClF\longrightarrow 3\ Cl_{2}+WF_{6}} }
{\displaystyle \mathrm {Se+4\ ClF\longrightarrow 2\ Cl_{2}+SeF_{6}} }
También puede clorofluorar compuestos, ya sea por adición a través de un enlace múltiple o por oxidación. Por ejemplo, agrega flúor y cloro al átomo de carbono del monóxido de carbono, lo cual genera clorofluoruro de carboniloː
CO + ClF → 